# Кипарис Абаркух
Кипарис Абаркух — дерево виду кипарис вічнозелений. Одна з національних природних пам'яток Ірану.
Це дерево розташоване в місті Абаркух і є одним із найстаріших дерев світу. Периметр його стовбура біля землі сягає одинадцять з половиною метрів, а висота за різними оцінками становить від 25 до 28 метрів.
Хамдалла Муставфі в книзі Радість серця, яку він написав 840 року за місячним календарем, так писав про місто Абаркух: «там є кипарис, який у світі має репутацію недоторканого…». Російський науковець Александров оцінює вік дерева в понад 4000 років". Існують легенди, за одними з яких дерево посадив Заратуштра, а за іншими Яфет (син Ноя).

## Пошкодження дерева людьми
Попри наявність огородження навколо дерева і присутність охоронця біля нього, деякі люди завдають шкоду дереву, наприклад вирізають на його корі пам'ятні написи, або ж лазять по гілках.

## Галерея

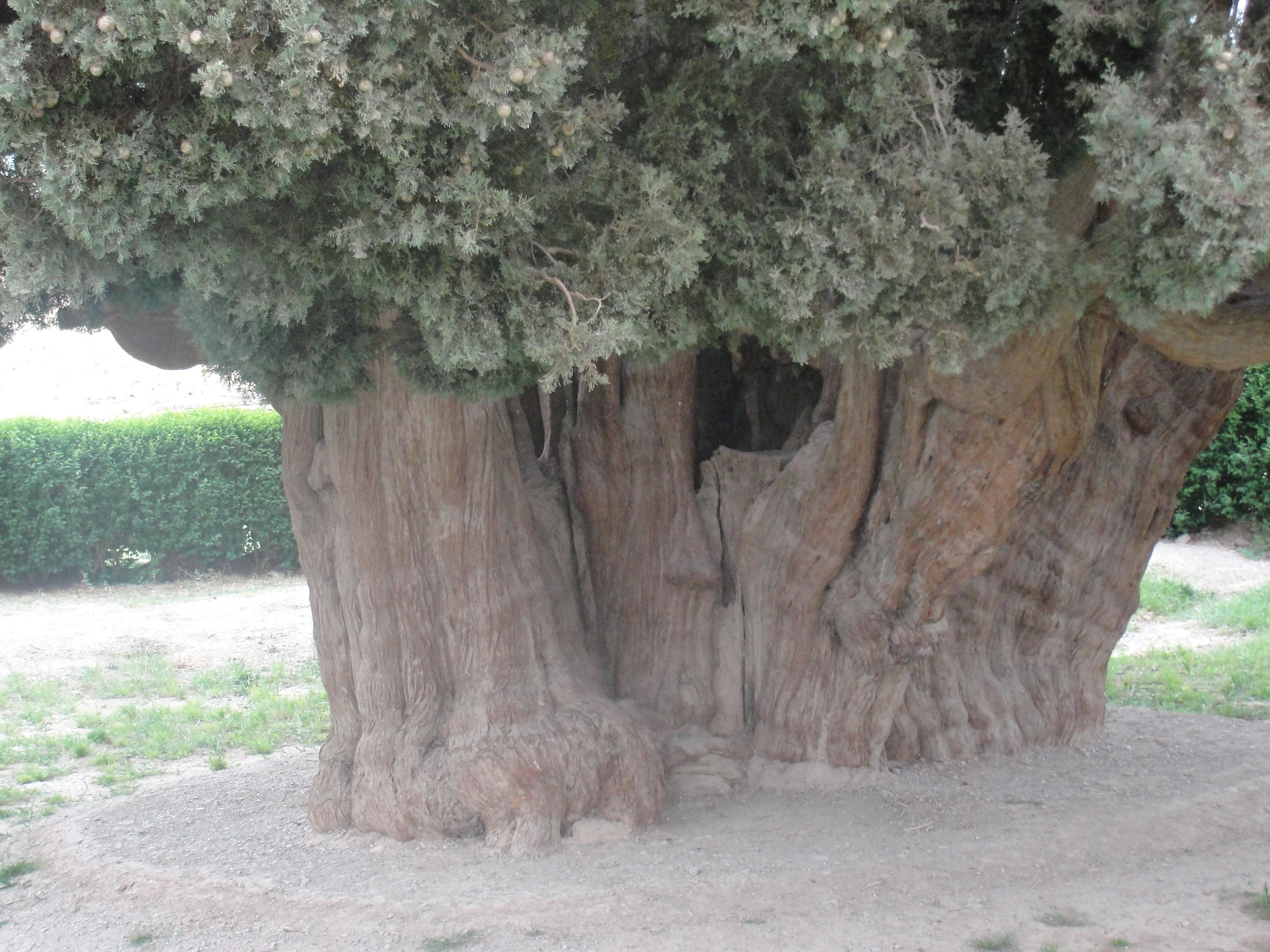
Стовбур дерева
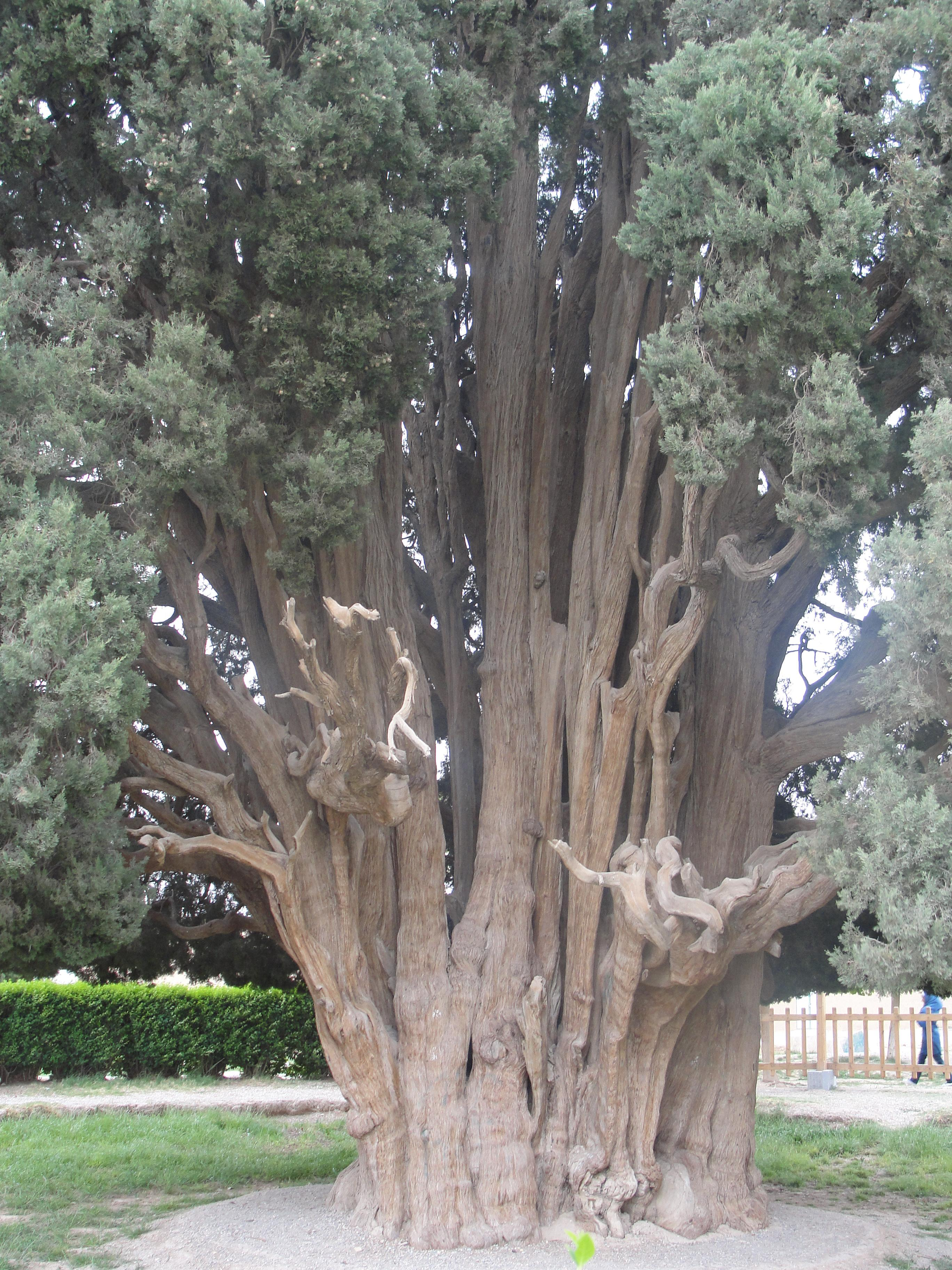
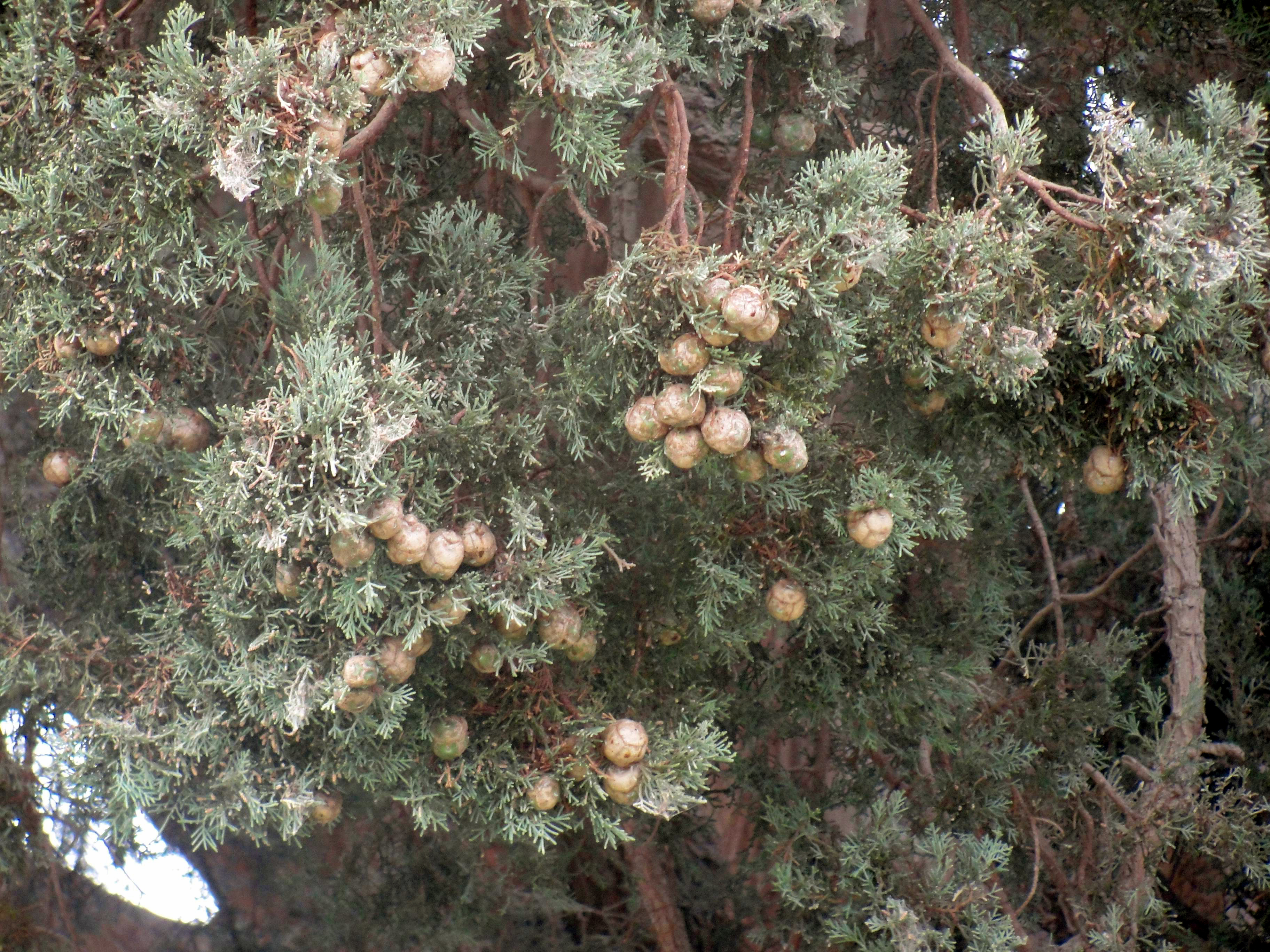
Дерево після чотирьох тисяч років все ще дає плоди.
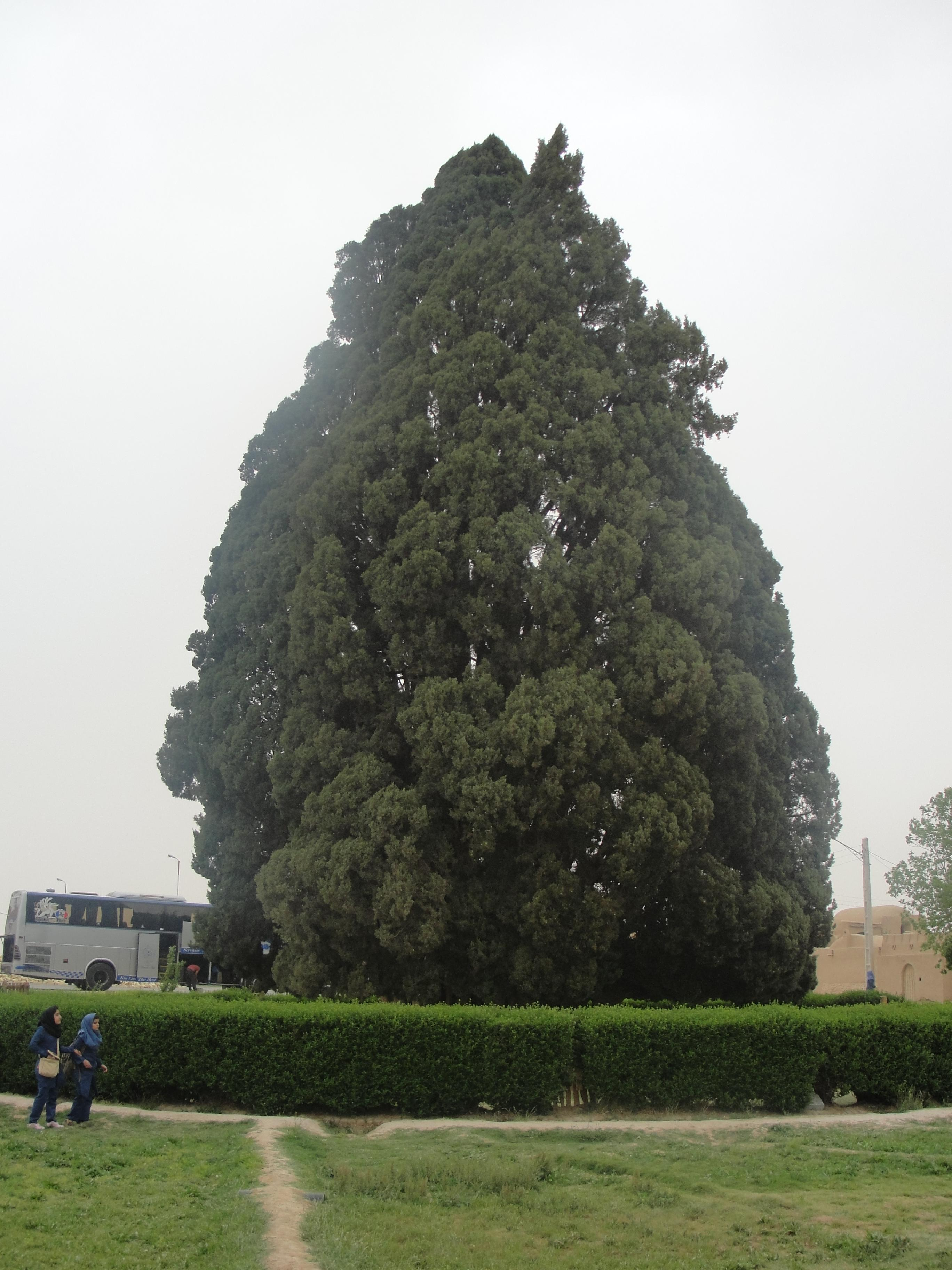
Дві школярки на тлі дерева (в лівому нижньому куті). Їхній вигляд дозволяє оцінити розміри дерева.
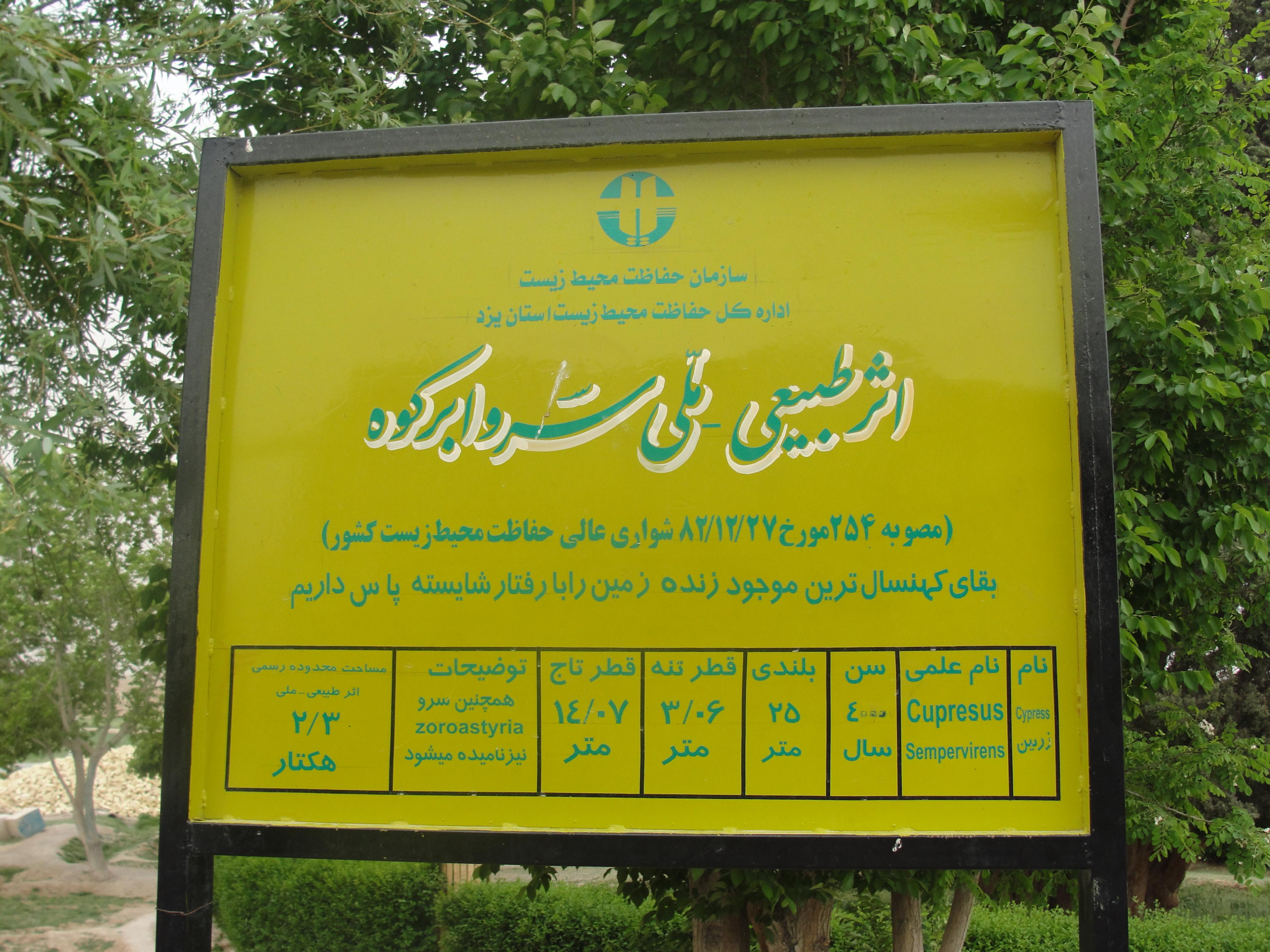
Табличка Відділу з захисту довкілля Ірану